# Conrado San Martín
Conrado Asan San Martín Prieto (Higuera de las Dueñas, 20 febbraio 1921 – Madrid, 24 aprile 2019) è stato un attore spagnolo.

## Biografia
Figlio di un proprietario terriero, era destinato a fare l'ingegnere fino allo scoppio della guerra civile spagnola. Intraprende dapprima la carriera di pugile dilettante fino a quando iniziò quella di attore teatrale nella compagnia di Caetano Luca de Tena. Debuttò sul grande schermo nel 1941 e per tutti gli anni '40 apparve in ruoli secondari in diversi film. Dopo aver firmato un contratto con la casa di produzione catalana Emisora Films, nel 1950 ottenne un certo successo nel ruolo di Miguel nel thriller Apartado de correos 1001, iniziando ad ottenere ruoli di un certo rilievo. Alla metà degli anni '50 fondò una propria casa di produzione, la Laurus Films, che però fallì dopo aver prodotto due melodrammi, Lo que nunca muere (1954) e Senza sorriso (1955).
Dalla fine degli anni '50 iniziò ad apparire in produzioni internazionali, soprattutto italiane, lavorando tra gli altri con Vittorio Cottafavi, Sergio Leone, Jesus Franco, Giovanni Grimaldi, Florestano Vancini e Alessandro Blasetti. Dall'inizio degli anni '70 abbandonò il mondo dello spettacolo, fino al 1982 quando ricomparve in diversi film per il cinema e la televisione (fu Don Lucas de Madariaga in El oro y el barro, nel 1991) fino al 2014. Nel 2001, all'età di 80 anni, tornò a recitare in teatro, nel dramma La parola ai giurati. Sposato dal 1955 con Olga Quiles, ha avuto da lei cinque figli: Alvaro, Olga, Beatriz, Belén e Arancha.
Muore nell'aprile del 2019 all'età di 98 anni.

## Filmografia

### Cinema
- Oro vil, regia di Eduardo Garcia Maroto (1941)
- Los misterios de Tánger, regia di Carlos Fernandez Cuenca (1942)
- Los últimos de Filipinas, regia di Antonio Roman (1945)
- A los pies de usted, regia di Manuel García Viñolas (1945)
- Espronceda, regia di Fernando Alonso Casares (1945)
- Chantaje, regia di Antonio de Obregon (1946)
- Don Chisciotte della Mancha (Don Quijote de la Mancha), regia di Rafael Gil (1947)
- La calumniada, regia di Ferdinando Delgado (1947)
- La Lola se va a los puertos, regia di Juan de Orduña (1947)
- Il tiranno di Castiglia (Fuenteovejuna), regia di Antonio Roman (1947)
- La princesa de los Ursinos, regia di Luis Lucia (1947)
- La nao Capitana, regia di Florian Rey (1947)
- Dulcinea, regia di Luis Arroyo (1947)
- El verdugo, regia di Enrique Gomez (1948)
- Giovanna la pazza (Locura de amor), regia di Juan de Orduña (1948)
- El huésped de las tinieblas, regia di Antonio Del Amo (1948)
- L'urlo, regia di Ferruccio Cerio (1948)
- Alhucemas, regia di José Lopez Rubio (1948)
- Despertó su corazón, regia di Jeronimo Mihura (1949)
- En un rincón de España, regia di Jeronimo Mihura (1949)
- Siempre vuelven de madrugada, regia di Jeronimo Mihura (1949)
- Pacto de silencio, regia di Antonio Roman (1949)
- La manigua sin dios, regia di Arturo Ruiz-Castillo (1949)
- El señorito Octavio, regia di Jeronimo Mihura (1950)
- La fuente enterrada, regia di Antonio Roman (1950)
- Apartado de correos 1001, regia di Julio Salvador (1950)
- El pasado amenaza, regia di Antonio Roman (1950)
- Un soltero difícil, regia di Manuel Tamayo (1950)
- Mi adorado Juan, regia di Jeronimo Mihura (1950)
- Duda, regia di Julio Salvador (1951)
- La forastera, regia di Antonio Roman (1952)
- Relato policíaco, regia di Antonio Isasi Isasmendi (1954)
- La patrulla, regia di Pedro Lazaga (1954)
- El duende de Jerez, regia di Daniel Mangrané (1954)
- Senza sorriso (Sin la sonrisa de Dios), regia di Julio Salvador (1955)
- Contraband Spain, regia di Lawrence Huntington e Julio Salvador (1955)
- Lo que nunca muere, regia di José Luis Sáenz de Heredia (1955)
- Pasión en el mar, regia di Arturo Ruiz-Castillo (1956)
- Berlino l'inferno dei vivi (...Y eligió el infierno), regia di César Ardavin (1957)
- Juanillo, papá y mamá, regia di Julio Salvador e Juan Alberto Salvador (1957)
- Faustina, regia di José Luis Sáenz de Heredia (1957)
- Pasión bajo el sol, regia di Antonio Isasi Isasmendi (1958)
- Muchachas en vacaciones, regia di José Maria Elorrieta (1958)
- Su desconsolada esposa, regia di Miguel Iglesias (1958)
- La rivolta dei gladiatori, regia di Vittorio Cottafavi (1958)
- Le legioni di Cleopatra, regia di Vittorio Cottafavi (1959)
- La rosa roja, regia di Carlos Serrano de Osma (1960)
- Nada menos que un arkángel, regia di Jaime D'Ors, Antonio Del Amo, Esteban Madruga (1960)
- Il re dei re (King of Kings), regia di Nicholas Ray (1961)
- La rivolta dei mercenari, regia di Piero Costa (1961)
- Il colosso di Rodi, regia di Sergio Leone (1961)
- Il diabolico dottor Satana (Gritos en la noche), regia di Jesus Franco (1962)
- Il duca nero, regia di Pino Mercanti (1963)
- Ercole, Sansone, Maciste e Ursus gli invincibili, regia di Giorgio Capitani (1964)
- La muerte silba un blues, regia di Jesus Franco (1964)
- Il ponte dei sospiri, regia di Carlo Campogalliani e Piero Pierotti (1964)
- Jaguar... professione spia (Corrida pour un espion), regia di Maurice Labro (1965)
- All'ombra di una colt, regia di Giovanni Grimaldi (1965)
- Cotolay, regia di José Antonio Nieves Conde (1965)
- Tecnica di una spia, regia di Alberto Leonardi (1966)
- Che notte, ragazzi!, regia di Giorgio Capitani (1966)
- Voltati... ti uccido!, regia di Alfonso Brescia (1967)
- Il cobra, regia di Mario Sequi (1967)
- I lunghi giorni della vendetta, regia di Florestano Vancini (1967)
- C'era una volta il West, regia di Sergio Leone (1968)
- Simon Bolivar, regia di Alessandro Blasetti (1969)
- Un hombre solo, regia di Harald Philipp (1969)
- Giù la testa, regia di Sergio Leone (1971)
- La menor, regia di Pedro Maso (1976)
- Vota a Gundisalvo, regia di Pedro Lazaga (1977)
- Asesinato en el Comité Central, regia di Vicente Aranda (1982)
- Parliamo questa notte (Hablamos esta noche), regia di Pilar Miro (1982)
- Conquest, regia di Lucio Fulci (1983)
- La bestia y la espada mágica, regia di Paul Naschy (1983)
- Poppers, regia di José Maria Castellvi (1984)
- De mica en mica s'omple la pica, regia di Carlos Benpar (1984)
- Al este del oeste, regia di Mariano Ozores (1984)
- Marbella, un golpe de cinco estrellas, regia di Miguel Hermoso (1985)
- A la pálida luz de la luna, regia di José Maria Gonzales Sinde (1985)
- Extramuros, regia di Miguel Picazo (1985)
- Réquiem por un campesino español, regia di Francesc Betriu (1985)
- Un, dos, tres... ensaïmades i res més, regia di Joan Solivellas (1985)
- Colpo di stato - Spagna 18 luglio 1936 (Dragón Rapide), regia di Jaime Camino (1986)
- La monja alférez, regia di Javier Aguirre (1986)
- La veritat oculta, regia di Carlos Benpar (1987)
- Redondela, regia di Pedro Costa (1987)
- L'agguato (Al acecho), regia di Gerardo Herrero (1987)
- El último guateque II, regia di Juan José Porto (1988)
- Al filo del hacha, regia di José Ramon Larraz (1988)
- Gallego, regia di Manuel Octavio Gomez (1988)
- Superagentes en Mallorca, regia di Antonio Cornejo e José Luis Merino (1990)
- A solas contigo, regia di Eduardo Campoy (1990)
- Boom Boom, regia di Rosa Vergés (1990)
- Cartas desde Huesca, regia di Antonio Artero (1993)
- Tiempos mejores, regia di Jorge Grau (1994)
- Felicidades, Tovarich, regia di Antonio Eceiza (1995)
- Dile a Laura que la quiero, regia di José Miguel Suarez (1995)
- Maestros, regia di Oscar del Caz (2000)
- La mujer de mi vida, regia di Antonio Del Real (2001)
- El paraíso ya no es lo que era, regia di Francesc Betriu (2001)
- Vampyres, regia di Victor Matellano (2014)

### Televisione
- Curro Jiménez – serie TV, un episodio (1977)
- Toda una vida – serie TV, 3 episodi (1981)
- Juanita la Larga – serie TV (1982)
- Los desastres de la guerra – serie TV, un episodio (1983)
- Proceso a Mariana Pineda – serie TV, 5 episodi (1984)
- Goya – serie TV, un episodio (1985)
- La huella del crimen – serie TV, un episodio (1985)
- Tristeza de amor – serie TV, un episodio (1986)
- Segunda enseñanza – serie TV, un episodio (1986)
- Primera función – serie TV, un episodio (1989)
- Pedro I el Cruel – serie TV, 4 episodi (1989)
- Los jinetes del alba – serie TV, 5 episodi (1990)
- Muerte a destiempo – serie TV, 4 episodi (1990)
- Brigada central – serie TV, un episodio (1990)
- El oro y el barro – serie TV, 92 episodi (1991)
- Narradores – serie TV, 2 episodi (1991)
- Los ladrones van a la oficina – serie TV, un episodio (1994)
- Hermanos de leche – serie TV, 14 episodi (1994-1995)
- Canguros – serie TV, 2 episodi (1994-1995)
- La regenta – serie TV, 3 episodi (1995)
- Juntas pero no revueltas – serie TV, un episodio (1996)
- Kety no para – serie TV, un episodio (1997)
- La casa de los líos – serie TV (1997)
- Una de dos – serie TV (1998)
- La ley y la vida – serie TV, 2 episodi (2000)
- Raquel busca su sitio – serie TV, un episodio (2000)
- Paraíso – serie TV, un episodio (2002)
- Se puede? – serie TV, 4 episodi (2004)
- Paso adelante – serie TV, un episodio (2005)
- La bella Otero - La regina della belle époque – miniserie TV (2008)

## Doppiatori italiani
Nelle versioni in italiano dei suoi film, Conrado San Martín è stato doppiato da:
- Giorgio Piazza in Ercole Sansone Maciste e Ursus gli invincibili, I lunghi giorni della vendetta, Che notte ragazzi!
- Pino Locchi in Le legioni di Cleopatra, Il duca nero
- Stefano Sibaldi in Senza sorriso
- Emilio Cigoli in All'ombra di una colt
- Nando Gazzolo in Il colosso di Rodi
- Rolf Tasna in Il ponte dei sospiri
- Glauco Onorato in Voltati... ti uccido!
- Mario Feliciani in Simon Bolivar